# Municipio de Mentor (condado de Oscoda)
El municipio de Mentor (en inglés: Mentor Township) es un municipio ubicado en el condado de Oscoda en el estado estadounidense de Míchigan. En el año 2010 tenía una población de 1143 habitantes y una densidad poblacional de 3,09 personas por km².

## Geografía
El municipio de Mentor se encuentra ubicado en las coordenadas 44°36′24″N 84°0′55″O / 44.60667, -84.01528. Según la Oficina del Censo de los Estados Unidos, el municipio tiene una superficie total de 369.61 km², de la cual 367,93 km² corresponden a tierra firme y (0,46 %) 1,69 km² es agua.

## Demografía
Según el censo de 2010, había 1143 personas residiendo en el municipio de Mentor. La densidad de población era de 3,09 hab./km². De los 1143 habitantes, el municipio de Mentor estaba compuesto por el 98,08 % blancos, el 0,26 % eran afroamericanos, el 0,44 % eran amerindios, el 0,44 % eran de otras razas y el 0,79 % eran de una mezcla de razas. Del total de la población el 1,57 % eran hispanos o latinos de cualquier raza.